# Dietz-Werner Steck
Dietz-Werner Steck (* 30. Juli 1936 in Waiblingen; † 31. Dezember 2016 in Stuttgart; eigentlich Werner Steck) war ein deutscher Theater- und Fernsehschauspieler. Er wurde insbesondere durch die Rolle des Ernst Bienzle in der Krimireihe Tatort bekannt.

## Leben
Von 1959 bis 1962 besuchte Steck die Staatliche Hochschule für Musik und Darstellende Kunst Stuttgart. Dort riet ihm seine Lehrerin Lilly Ackermann zum zusätzlichen Vornamen Dietz. Ab 1962 war Steck Ensemble-Mitglied am Staatstheater Stuttgart und am Alten Schauspielhaus Stuttgart. 1995 übernahm Steck die Hauptrolle Götz von Berlichingen bei den Burgfestspielen Jagsthausen. Seit 1996 war Steck freier Schauspieler. Im Jahr 2000 spielte er in Füssen in dem Musical Ludwig die Sprechrolle von Richard Wagner. Im Stadttheater Konstanz spielte Steck 2008 Willi Loman, die Hauptperson in dem Drama Tod eines Handlungsreisenden von Arthur Miller.
Nachdem Steck bereits ab 1973 in mehreren Tatort-Folgen als Nebendarsteller mitgewirkt hatte, spielte er von 1992 bis 2007 für den Tatort des damaligen SDR (später für den SWR) die Rolle des Erster Kriminalhauptkommissar Ernst Bienzle. Am 27. Mai 2006 wurde das Stück Bienzle und der Mord am Neckar im Alten Schauspielhaus in Stuttgart uraufgeführt. In dem von Felix Huby geschriebenen Stück trat Steck erstmals als Bienzle auf einer Theaterbühne auf.
Zudem trat Steck im Jahr 2009 in der schwäbischen Mundartserie Laible und Frisch auf.
Dietz-Werner Steck war seit 1959 mit Hanna Steck verheiratet. Aus der Ehe gingen mehrere Kinder hervor. Steck lebte zuletzt in einem Pflegeheim in Stuttgart-Birkach. Er starb an Silvester 2016 im Alter von 80 Jahren. Seine letzte Ruhestätte befindet sich auf dem Ostfilderfriedhof im Stuttgarter Stadtteil Sillenbuch.

## Filmografie
- 1960: Der Hauptmann von Köpenick
- 1963: Fernfahrer (Fernsehserie, 1 Folge)
- 1966: Stella
- 1967: Bratkartoffeln inbegriffen
- 1969: Komische Geschichten mit Georg Thomalla (Fernsehserie, 1 Folge)
- 1970: Tag der Rache
- 1971: Eine unwürdige Existenz
- 1972: Ein Chirurg erinnert sich (Fernsehserie, 4 Folgen)
- 1973: Tatort: Stuttgarter Blüten (Fernsehreihe)
- 1973: Feuchte Träume junger Frauen
- 1974: Tatort: Gefährliche Wanzen
- 1974: Die Kriegsbraut
- 1977: Gaudi in der Lederhose
- 1978: Kameliendame
- 1979: Tatort: Zweierlei Knoten
- 1979: Grandison
- 1980: Tatort: Kein Kinderspiel
- 1981: Herbstromanze
- 1982: Tatort: Blinde Wut
- 1983: Köberle kommt (Fernsehserie, 1 Folge)
- 1983: Tatort: Mord ist kein Geschäft
- 1984: Der Sheriff von Linsenbach
- 1985: Der eiserne Weg (TV-Mehrteiler)
- 1986: Tatort: Einer sah den Mörder
- 1986: Der Eugen (Fernsehserie, 2 Folgen)
- 1987: Tatort: Spiel mit dem Feuer
- 1988: Die Schwarzwaldklinik (Fernsehserie, Folge: Die Freundin)
- 1988–2000: SOKO München (Fernsehserie, 2 Folgen, verschiedene Rollen)
- 1988: Oh Gott, Herr Pfarrer (Fernsehserie, 1 Folge)
- 1990: Pfarrerin Lenau (Fernsehserie, 1 Folge)
- 1991: Tatort: Tod im Häcksler
- 1992–2007: Tatort (Fernsehreihe, 25 Folgen als Erster Kriminalhauptkommissar Ernst Bienzle)
  - 1992: Tatort: Bienzle und der Biedermann
  - 1993: Tatort: Bienzle und die schöne Lau
  - 1994: Tatort: Bienzle und das Narrenspiel
  - 1995: Tatort: Bienzle und der Mord im Park
  - 1995: Bienzle und die Feuerwand
  - 1996: Tatort: Bienzle und der Traum vom Glück
  - 1997: Tatort: Bienzle und der tiefe Sturz
  - 1998: Tatort: Bienzle und der Champion
  - 1999: Tatort: Bienzle und der Zuckerbäcker
  - 1999: Tatort: Bienzle und die blinde Wut
  - 2000: Tatort: Bienzle und der Mann im Dunkeln
  - 2000: Tatort: Bienzle und das Doppelspiel
  - 2001: Tatort: Bienzle und der heimliche Zeuge
  - 2001: Tatort: Bienzle und der Todesschrei
  - 2002: Tatort: Bienzle und der Tag der Rache
  - 2002: Tatort: Bienzle und der süße Tod
  - 2003: Tatort: Bienzle und der Tod im Teig
  - 2003: Tatort: Bienzle und der Taximord
  - 2004: Tatort: Bienzle und der steinerne Gast
  - 2005: Tatort: Bienzle und der Feuerteufel
  - 2005: Tatort: Bienzle und der Sizilianer
  - 2006: Tatort: Bienzle und der Tod in der Markthalle
  - 2006: Tatort: Bienzle und der Tod im Weinberg
  - 2007: Tatort: Bienzle und die große Liebe
  - 2007: Tatort: Bienzle und sein schwerster Fall
- 1994: Der Fahnder (Fernsehserie, 1 Folge)
- 1994: Die Gerichtsreporterin (Fernsehserie, 5 Folgen)
- 1995: Der König von Bärenbach
- 1996: Rosa Roth (Fernsehreihe, Folge: Verlorenes Leben)
- 1996: Ein Bayer auf Rügen (Fernsehserie, 1 Folge)
- 1996: Zwei Brüder (Fernsehserie, 1 Folge)
- 1998–1999: Zugriff (Fernsehserie, 14 Folgen)
- 1999: Ein Mann steht auf
- 2002: Für alle Fälle Stefanie (Fernsehserie, 1 Folge)
- 2004: Bin ich sexy?
- 2004: Ein Gauner Gottes
- 2004: Der Elefant – Mord verjährt nie (Fernsehserie, 1 Folge)
- 2005: In Sachen Kaminski
- 2005–2008 Ein Fall für B.A.R.Z. (Fernsehserie, 39 Folgen)
- 2005–2009: Großstadtrevier (Fernsehserie, 2 Folgen, verschiedene Rollen)
- 2007: Zeit zu leben
- 2009–2010: Laible und Frisch (Fernsehserie, 12 Folgen)
- 2010: Wiedersehen mit einem Fremden
- 2011: Mord in bester Gesellschaft (Fernsehserie, Folge: Der Fluch der bösen Tat)
- 2011: Die Rosenheim-Cops (Fernsehserie, Folge: Tod beim Live-Chat)
- 2012: Die Kirche bleibt im Dorf

## Ehrungen
Für seine schauspielerische Leistung im Tatort wurde Steck im Jahr 2002 die Verdienstmedaille des Landes Baden-Württemberg verliehen. 2007 wurde Steck in Stuttgart wegen seiner Verdienste um das Ansehen der baden-württembergischen Polizei zum Ehrenkommissar ernannt.